# Purcell, Oklahoma
Purcell je grad u američkoj saveznoj državi Oklahomi. Grad upravno pripada okrugu Cleveland i McClain čije je i središte. Službeni moto i registrirani zaštitni znak za Purcell je "Srce Oklahome" ("Heart of Oklahoma")

## Zemljopis
Purcell se nalazi u središnjem dijelu Oklahome, te je pregrađe najvećega grada savezne drževe Oklahoma Cityja
Grad se prostire na 26.9 km² od čega je 25.8 km² kopneno područje, dok vodenih površina ima 1.1 km² što je 4.24% od ukupne površine.

## Stanovništvo
Prema popisu stanovništva iz 2000. godine grad je imao 5.571 stanovnika, 2.120 domaćinstava i 1.500 obitelji koje su živjele na području grada, prosječna gustoća naseljenosti bile je 216,3 stan./km².
Prema rasnoj podjeli u gradu živi najviše bijelaca kojih ima 81.60%, druga najbrojnija rasa su Afroamerikanaci kojih ima 2.21%, dok su treća po brojnosti rasa Indijanaca kojih ima 6,53%.

## Poznate osobe
- Lester Lane američki košarkaš

## Vanjske poveznice
- Službene stranice grada